# Aicocai
Der Aicocai (Rio Aicocai) ist ein rechter Nebenfluss des Rio Sui im südlichen Osttimor.

## Verlauf
Der Aicocai entspringt im Süden des Suco Maulau (Verwaltungsamt Maubisse, Gemeinde Ainaro), in einem gedachten Dreieck zwischen den Orten Tali-Felo (Suco Edi), Ernaro sowie Cotomata (Suco Manelobas), auf etwa 1290 m Höhe. Der Fluss verlässt Maulau in ostsüdöstlicher Richtung. Die Richtung beibehaltend durchquert der Aicocai den Suco Manelobas bis zum Suco Manetú. Dann knickt der Fluss in südsüdöstlicher Richtung ab und bildet für etwa drei Kilometer die Grenze zwischen den Sucos Manelobas und Manetú. Schließlich überquert der Fluss nach Südost die Grenze zum Suco Aitemua (Verwaltungsamt Turiscai, Gemeinde Manufahi). Einen Bogen beschreibend fließt der Aicocai weiter nach Nordnordost.
Der Aicocai schwenkt in Richtung Ostnordost und erreicht nach 300 Metern Flusslauf den linksseitig mündenden Carbou. Die Mündung liegt auf etwa 920 m Höhe an der Grenze zum Suco Beremana. 300 Meter zuvor trifft ein aus zwei Quellarmen entstehender und nur rund 500 m langer Bach linksseitig auf den Aicocai.
1,5 Kilometer streng östlicher Fließrichtung nach der Einmündung des Carbou mündet der Aicocai rechtsseitig in den Rio Sui, auf einer Höhe von 800 m. Die letzten 1,5 Kilometer bildet der Aicocai die Grenze der Sucos Aitemua und Beremana.
Im gesamten Verlauf ist der etwa 11 Kilometer lange Aicocai stark mäandrierend.